# Wexler v. Goodman
«Wexler v. Goodman» es el sexto episodio de la quinta temporada de la serie de televisión estadounidense de AMC Better Call Saul, la serie derivada de Breaking Bad. El episodio, escrito por Thomas Schnauz y dirigido por Michael Morris, se emitió el 23 de marzo de 2020 en AMC en Estados Unidos. Fuera de Estados Unidos, se estrenó en el servicio de streaming Netflix en varios países.

## Trama
En una analepsis a los años de adolescencia de Kim, su madre llega tarde a recogerla de su escuela en Red Cloud (Nebraska) porque ha estado bebiendo. Kim se aleja y se niega a ir a casa con ella. Su madre grita con rabia que ella nunca la escucha.
El equipo de filmación de Jimmy y actores locales filman en el salón de uñas. Kim llega y le dice a Jimmy que no quiere seguir con el intento de chantajear a Kevin y le ofrece un acuerdo a Everett Acker, con Kim personalmente compensando la diferencia entre lo que Kevin acepta y un pago de USD 75 000. Jimmy dice que Acker ya ha aceptado USD 45 000, así que está de acuerdo. Después de representar a dos prostitutas en el tribunal, Jimmy irrita a Howard pagándoles por interrumpir su almuerzo de negocios con Clifford Main.
Nacho se reúne con Gus, Víctor y Mike, y finge no conocer a este último. Informa sobre los planes de Lalo de revelar la ubicación de los traficantes de Gus a la policía. Gus le dice a Víctor que se asegure de que solo los empleados de bajo nivel sean arrestados, y si es necesario, que contrate nuevos para sacrificar. Gus le dice a Nacho que de ahora en adelante informará a Mike. Después de que Gus se va, Nacho le advierte a Mike sobre la crueldad de Gus, pero Mike le recuerda que le dijo el riesgo que corrió cuando trató de matar a Héctor Salamanca. Mike discretamente da información a la policía sobre el coche de Lalo y su conexión con el asesinato de Fred, el empleado del local de transferencia de dinero, luego utiliza un consejo de Nacho para que la policía converja en la ubicación de Lalo y lo detenga.
Jimmy se reúne con Kim, Rich, Kevin y Paige para completar el acuerdo de Acker y aturde a todos exigiendo USD 4 millones. Cuando Kevin ridiculiza esta demanda, Jimmy les muestra su video, cortes de comerciales que buscan demandantes para demandas colectivas contra Mesa Verde, que muestran desfavorablemente a Don, el padre de Kevin. Una foto en la casa de Kevin es el logo de Mesa Verde que está basado en una fotografía que el banco no obtuvo permiso para usar. Jimmy usa la amenaza de demandas y una orden judicial contra la exhibición del logo para persuadir a Kevin de aceptar un acuerdo que incluye dinero en efectivo para Acker y la fotógrafa.
Cuando Kim llega a casa, Jimmy se muestra aprensivo pero dice que Kim y él deben celebrar. Kim desahoga su ira con él por haber cambiado su trato y convertirla en la «tonta» de su estafa. Ella dice que o bien necesitan terminar su relación o casarse.

## Producción
El nombre de la fotógrafa nativa americana a la que se hace referencia en el episodio, Olivia Bitsui, es una referencia a la hija del actor Jeremiah Bitsui, que interpreta a Víctor. Cuando Kim llega a casa, Jimmy está tocando el conocido riff de guitarra de la canción de Deep Purple, «Smoke on the Water». Es la misma canción que tarareaba el compañero estafador de Jimmy, Marco, cuando murió, y la misma que tarareaba Jimmy cuando salió del aparcamiento del juzgado después de rechazar inicialmente la oferta de trabajo con Davis & Main. La guitarra que toca es la que adquirió de los dueños de la tienda de música cuando escenificó un accidente de resbalón y caída después de que se negaran a pagar el comercial que les produjo, otra ocasión en la que tocó «Smoke on the Water».

## Recepción

### Audiencias
Al emitirse, el episodio recibió 1,40 millones de espectadores en Estados Unidos, y una audiencia de 0,3 millones entre adultos de 18 a 49 años. Teniendo en cuenta la audiencia Live+7, el episodio tuvo una audiencia total de 3,07 millones de espectadores en Estados Unidos y una audiencia de 0,9 millones entre adultos de 18 a 49 años.

### Respuesta crítica
«Wexler v. Goodman» fue aclamado por los críticos. En Rotten Tomatoes, recibió una perfecta aprobación del 100%, basándose en 13 reseñas con una calificación media de 9/10, con un resumen que dice «Como una galleta llena de arsénico, ‹Wexler V. Goodman› ofrece diversión y toxicidad, cautivando a los espectadores con el plan de Jimmy antes de dar una serie de golpes en las tripas que no olvidarán pronto».